# (33785) 1999 RD192
1999 RD192 (asteroide 33785) é um asteroide da cintura principal. Possui uma excentricidade de 0.14412800 e uma inclinação de 5.29173º.
Este asteroide foi descoberto no dia 13 de setembro de 1999 por LINEAR em Socorro.